# NGC 2808
NGC 2808 is een bolvormige sterrenhoop  in het sterrenbeeld Kiel. Het hemelobject werd op 7 mei 1826 ontdekt door de Schotse astronoom James Dunlop. De sterrenhoop maakt deel uit van de Melkweg en is mogelijk afkomstig van het dwergsterrenstelsel Gaia-Enceladus, dat tussen de 8 en 11 miljoen jaar geleden fuseerde met de Melkweg.

## Synoniemen
- GCL 13
- ESO 91-SC1